# Chazuke
Chazuke (茶漬け), også kaldet ochazuke (お茶漬け), er en enkel japansk ret af ris, hvor man har blandet te i. Omkring Kyoto kaldes chazuke for bubuzuke (ぶぶ漬け).
Chazuke kan sammenlignes med mælk og korn i Europa og Amerika. Som te benyttes ofte varm grøn te, men der benyttes ofte også varmt vand eller dashi (en suppe) i stedet for te. Om sommeren benyttes dog også mugicha (te af byg). Af andre ingredienser benyttes blandt andet umeboshi, tsukemono, ketalaks, nori, tsukudani, shiokara, wasabi eller tarako.